# 瀧宮站
瀧宮站（日语：／ Takinomiya eki */?）是一個位於日本香川縣綾歌郡綾川町、屬於高松琴平電氣鐵道（琴電）琴平線的鐵路車站，車站編號為K15，是綾川町的代表車站，綾川町役所就在車站不遠的位置，本站是琴平線的其中一個區間總站，平日上、下午繁忙時間、每日晨早的首班車開出及尾班車到達皆以本站起訖，亦是琴電線道內容許「途中下車」的指定車站。
本站曾經是琴平線由一宮站至琴電琴平站之間唯一的有站員駐守車站，站內窗口可發售及處理有關IruCa的事宜，但是因為在距離不足一公里外的綾川站的使用人數比本站多近兩倍，2023年12月15日起，本站隨綾川站有人化而降為無人站。
由本站起下行至琴電琴平站均維持統一半小時一班的班次。

## 車站結構

### 站房
木建兩層站房1座，由開站至今一直使用中，外觀參考歐州小屋外貌而建成，並於2008年獲評為近代化產業遺產。
入站後即為候車大堂，左側為兩個原售票窗口，現時其中一個改為放置自動售票機，另一個則以木板封閉，旁邊設有候車長櫈及自動售賣機，右方及站房後部為站務室，設有驗票窗口，站員當值時會負責驗票。最右端為開放式閘口，設有出、入站專用的IC卡感應器一組，通過後可直接左轉進入1號月台，或有需要時通過平交道橫過路軌往對面2號月台。
二樓部份則不對公眾開放。

### 月台
設有側式月台及島式月台各1個，共設2面3線的配置，其中島式月台最外線為停泊專用，並不設月台編號，不過亦沒有加上圍欄，原則上該月台可以用作上、落客的用途。現時多作區間車非運作時段的停泊處。
上行、下行列車均使用1號月台，因按現時的時間表編排，並沒有任何班次列車在此交匯，也遷就區間車等待回程時可以使用2號月台作停泊。列車靠站時，往高松築港方向為左側上落，往琴平方向為右側上落。
各月台均設有附設上蓋的候車亭，並設有長櫈，但由於1號月台與側線共用，上蓋長度只有1輛長度，相反2號月台的上蓋長度則有2輛長度。
| 月台                      | 路線     | 方向 | 目的地       | 備註                                   |
| ------------------------- | -------- | ---- | ------------ | -------------------------------------- |
| (沒有編號) (島式月台外側) | ■ 琴平線 | 上行 | 高松築港方向 | 部份區間車停留處或發車處               |
| 1 (島式月台內側)          | ■ 琴平線 | 上行 | 高松築港方向 | 由琴電琴平開出的列車及部份區間車起訖處 |
| 1 (島式月台內側)          | ■ 琴平線 | 下行 | 琴電琴平方向 | 非繁忙時間採用的月台                   |
| 2 (側式月台)              | ■ 琴平線 | 下行 | 琴電琴平方向 | 只限09：42開出的班次                   |

## 歷史
- 1926年12月21日：琴平電鐵栗林公園站～本站開業，為終點站[4]。
- 1927年3月15日：伸延至琴平站[5]。
- 2009年2月6日：站房獲經濟產業省選為「近代化產業遺產」。
- 2023年12月15日：車站改為無人化[6]。

。

## 使用狀況
| 1日上落人數推斷 | 1日上落人數推斷 |
| 年度            | 1日平均人數     |
| --------------- | --------------- |
| 2011            | 1,317           |
| 2012            | 1,307           |
| 2013            | 1,167           |
| 2014            | 647             |
| 2015            | 624             |
| 2016            | 578             |
| 2017            | 556             |
| 2018            | 550             |
| 2019            | 566             |
| 2020            | 426             |
| 2021            | 426             |
| 2022            | 480             |

## 相鄰車站
高松琴平電氣鐵道（琴電）
■琴平線
綾川 (K14) - 瀧宮 (K15) - 羽床 (K16)

## 外部連結
- 高松琴平電鐵瀧宮站資訊 （页面存档备份，存于）（日語）